# Om (groupe)
Pour les articles homonymes, voir Om.
Om, également stylisé OM, est un groupe de rock américain, originaire de San Francisco, en Californie. Il est formé en 2003 en parallèle du groupe de stoner metal Sleep.

## Biographie
Les premiers morceaux d'Om incluent des structures musicales similaires à celles des chants tibétains et byzantins, comme en témoigne l'album Variations on a Theme. Le nom du groupe en lui-même descend du concept hindouïste de l'Om̐. Les trois premiers albums incluent Al Cisneros au chant et Chris Hakius à la batterie.
Le 5 décembre 2007, Om joue à Jérusalem. Sa performance dure cinq heures et une partie de ce concert est enregistré et publié en vinyle 12" par Southern Lord sous le titre Live at Jerusalem. L'album Pilgrimage, sorti en 2007, est sélectionné comme album underground de l'année par le magazine Mojo,.
Le 31 janvier 2008, Chris Hakius quitte le groupe et est remplacé par le batteur Emil Amos de Grails. Le 15 août 2008, Om sort un 45 tours intitulé Gebel Barkal chez Sub Pop's Singles Club. Un album live vinyle, Conference Live, suit en 2009 chez Important Records. Leur quatrième album, God is Good, est enregistré par Steve Albini et publié par Drag City le 29 septembre 2009. Le groupe intègre un troisième membre, Robert Aiki Aubrey Lowe, aussi connu sous le pseudonyme Lychens, en 2011. Celui-ci occupe le poste de claviériste ainsi que de chanteur et percussionniste supplémentaire.
Leur cinquième album, Advaitic Songs ,est publié par Drag City le 24 juillet 2012 et bien accueilli par la presse spécialisée. En novembre 2013, le groupe joue au festival All Tomorrow's Parties de Camber Sands, en Angleterre.

## Membres

### Membres actuels
- Al Cisneros - basse, chant
- Emil Amos - batterie
- Robert Aiki Aubrey Lowe - percussions, clavier, chant

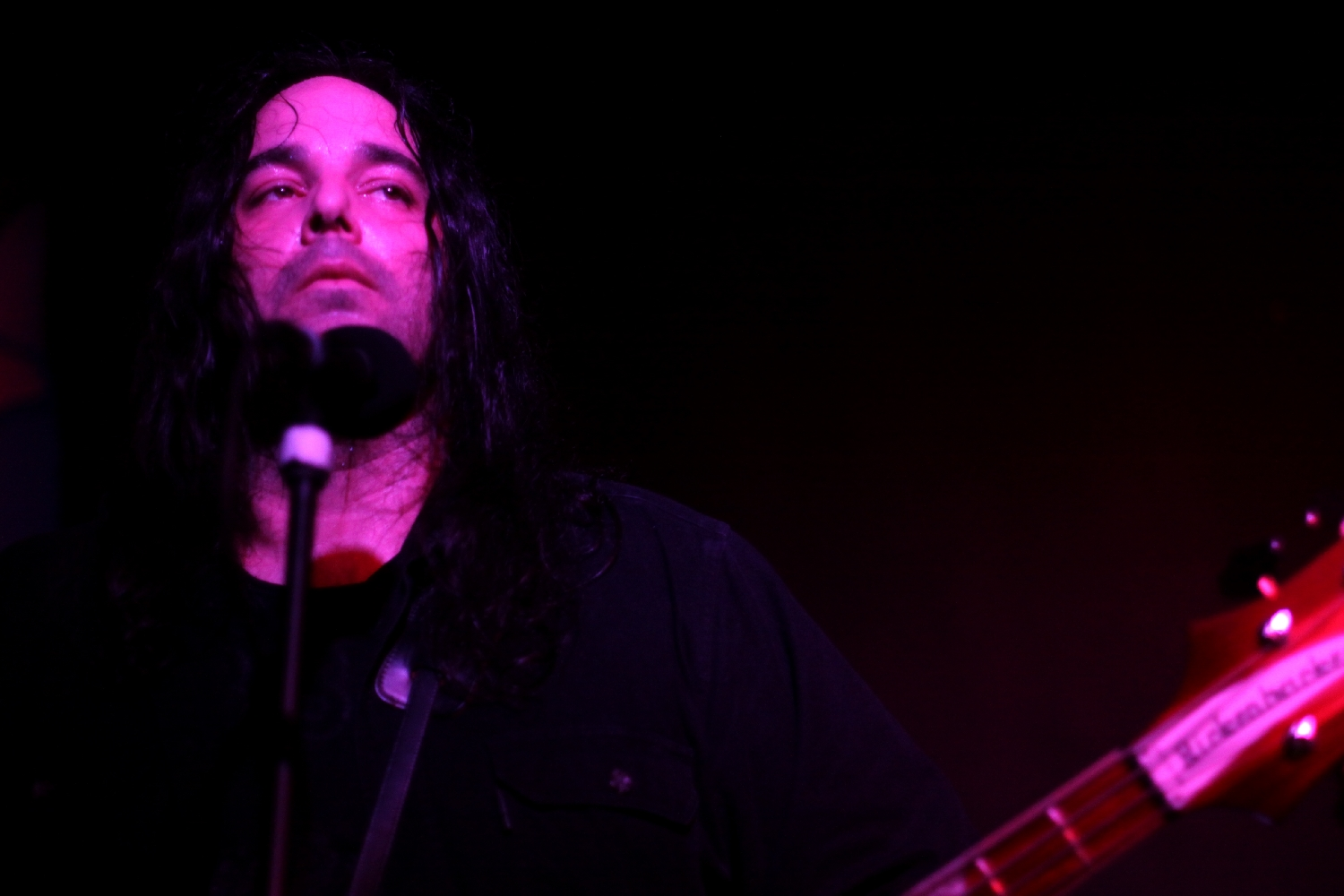
Al Cisneros en concert avec le groupe à Budapest en 2012
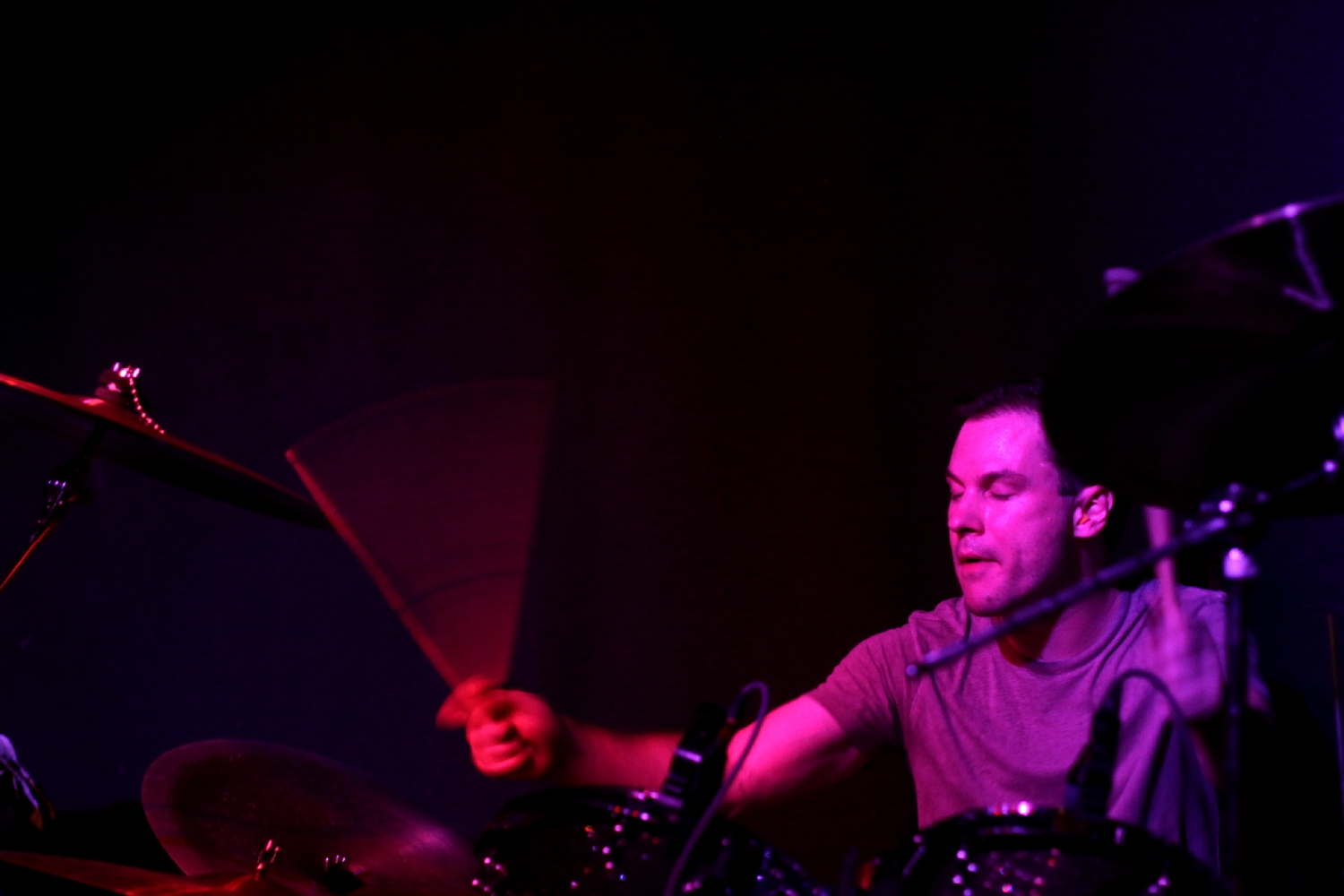
Emil Amos en concert avec le groupe à Budapest en 2012
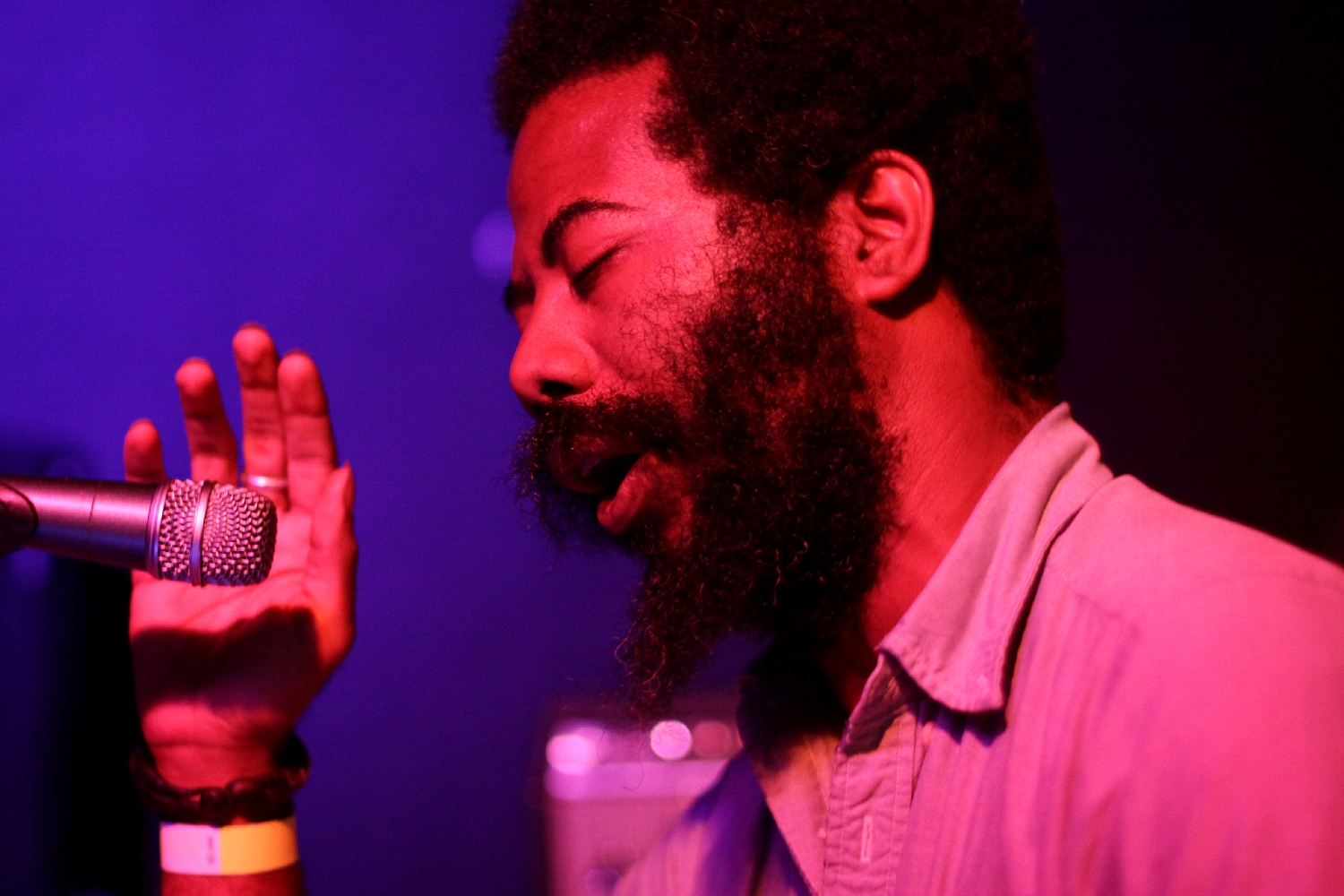
Robert Aiki Aubrey Lowe en concert avec le groupe à Budapest en 2012

### Ancien membre
- Chris Hakius - batterie (2003-2008)